# 義爾布耶特站
義爾布耶特站（又名布恩迪亞站（Buendia station））位在馬尼拉大都會帕賽市，屬於馬尼拉輕軌1號線的車站，於1984年12月1日正式啟用。該車站處於塔夫脱大道和義爾·布耶特大道路口，站體坐落塔夫脱大道而橫跨義爾·布耶特大道，名稱用以紀念前菲律賓參議院議長義爾·布耶特。乘客可從本站轉乘其他交通工具至馬卡蒂中部經濟區。

## 周邊設施
南北向可前往聖伊西德羅工人教堂、馬尼拉基督復臨安息日會醫療中心、菲律賓法學院、EGI購物中心（EGI Shopping Mall）、卡提馬爾購物中心（Cartimar Shopping Center）和阿雷拉諾大學荷西·亞描·仙杜斯校區，沿著義爾·布耶特大道向西則可抵達菲律賓國家銀行總部、公務員保險機構大樓、馬尼拉世界貿易中心及菲律賓貿易訓練中心等重要政經設施。

## 車站結構
| 3樓  | 側式月台，車門由右側開啟 | 側式月台，車門由右側開啟         |
| 3樓  | A月台                    | ← 1號線 小費爾南多·波因方向      |
| 3樓  | B月台                    | → 1號線 桑托斯博士方向 →         |
| 3樓  | 側式月台，車門由右側開啟 |                                  |
| 2樓  | 車站大廳                 | 驗票閘門、售票亭、車站控制、商店 |
| 地面 | 街區                     | 阿雷拉諾大學荷西·亞描·仙杜斯校區 |